# Основно училище „Отец Паисий“ (Врачеш)
Основно училище „Отец Паисий“ се намира в село Врачеш, община Ботевград.

## История
Първото училище в селото е отворено през 1820 г. По това време децата тръгват на училище след прибирането на реколтата от полето и планината, където са обработвани огромни площи, засадени предимно с картофи и царевица, а учебните занятия започват през ноември.
През 1856 г. е построено училище на мястото, където по-късно е изградена съществуващата и сега камбанария в църковния двор. Това е първата училищна сграда, наричана метоха, която има една голяма учебна стая, мутвак и стая за учителя.
През 1881 г. при кмета Димитър Пейчиновски и по инициатива на родителите, майстор Вуно Марков построява двуетажна сграда с осем класни стаи и стая за учителите, която сграда е запазена – старото кметство, в което се помещава пощенска станция на селото. По-късно, по инициатива на Петър Арнаудов и с помощта на населението през 1922 – 1924 г. се изгражда нова училищна сграда в центъра на селото. Тази сграда първоначално има осем големи класни стаи, четири малки стаи за училищни пособия, канцелария за учителите и театрален салон. Дървените материали за салона са използвани от училищната гора, която заема площ от 4000 декара.
През 1929 г. училището е наименувано „Отец Паисий“, а Денят на народните будители е обявен за патронен празник. През 1945 – 1955 г. при кмета Иван Ватъков е построена и открита начална училищна сграда в квартал Чешковица. Училището е наименовано „Васил Левски“. Негов директор е Петър Ганчев от Врачеш. Поради нарасналите изисквания на съвременното обучение и възпитание на децата в периода 1966 – 1976 г. е построена и открита нова, просторна, светла и уютна училищна сграда на основното училище в центъра на селото.